# Marco Luca Lupis Macedonio Palermo di Santa Margherita
Marco Lupis Macedonio Palermo di Santa Margherita (nacido en Roma el 10 de agosto de 1960) es un periodista y escritor italiano. Fue el primer periodista italiano en entrevistar al Subcomandante Marcos, el subcomandante revolucionario mexicano, en la selva mexicana de Chiapas. En 2025, escribe para la edición italiana del Huffington Post. Nacido en una familia de la aristocracia del sur de Italia, los marqueses Lupis Macedonio, príncipes Palermo di Santa Margherita, ha publicado sus ensayos bajo el nombre de «Marco Lupis»
Comenzó su carrera periodística a principios de los años 90. Ha trabajado como corresponsal para varios medios italianos, entre ellos Corriere della Sera, y La Repubblica, cubriendo durante más de dos décadas el Extremo Oriente, con especial atención a la relación entre China y sus territorios periféricos. Su trabajo ha sido premiado en varias ocasiones, aunque también ha sido objeto de censura en países donde ha denunciado violaciones de derechos humanos. En 2019 recibió el premio Speciale Internazionale di Letteratura "Città di Como" al mejor libro de periodismo de viajes del año por su trabajo "I Cannibali di Mao". 

## Corresponsal de guerra
Periodista, fotoperiodista y escritor, Marco Lupis fue corresponsal de guerra y enviado especial para los principales periódicos italianos (Panorama, Il Tempo,  L'Espresso) y para RAI (en los programas Mixer y Format, así como para los noticieros Tg2 y Tg3 y para la red de noticias en tiempo real Rainews24). También fue durante varios años corresponsal en Extremo Oriente para RTSI, la cadena suiza de radiotelevisión en lengua italiana. Trabajó a menudo en zonas de guerra y fue uno de los pocos periodistas que cubrió las masacres en Timor Oriental, los sangrientos enfrentamientos entre cristianos y musulmanes en el conflicto sectario de las Islas Molucas, los atentados de Bali en 2002 y la epidemia de SARS. Con sus reportajes cubrió toda la región Asia-Pacífico durante más de una década, llegando hasta las islas de Hawái y la Antártida. Más recientemente ha cubierto los conflictos en Ucrania, Líbano y Israel.

## Entrevistas
Ha entrevistado a personalidades como Aung San Suu Kyi y Benazir Bhutto, Peter Gabriel y Claudia Schiffer, Ingrid Betancourt y Kenzaburo Oe. Estas entrevistas se recopilaron en su libro Entrevistas del siglo corto: Encuentros con los protagonistas de la cultura, la política y el arte del siglo XX, traducido a doce idiomas. 

## Vida personal
Marco  Lupis ha residido durante largos períodos en Asia, especialmente en Hong Kong y Bali, lo que le ha permitido un conocimiento profundo de las culturas locales. Ha sido objeto de varios artículos sobre su carrera en zonas de guerra y sus antecedentes familiares y ha impartido conferencias universitarias.Actualmente vive entre Italia y Asia, continuando su labor como periodista independiente y escritor.

## Publicaciones
- I Sanseverino Duchi di San Donato e Baroni di Càlvera, SGI, 2017 ISBN 978-8822814692
- Interviste del Secolo Breve, Del Drago, 2017. ISBN 978-8826054124
- Entrevistas del siglo corto: Encuentros con los protagonistas de la cultura, la política y el arte del siglo XX (Spanish Edition) , Traducido por Maximiliana Rey , (Edición en espanol) TekTime, 2018 ISBN 978-8873046820
- Il Male Inutile, prólogo de Janine di Giovanni, Rubbettino, 2018. ISBN 978-8849853308.[13]
- Le Mal Inutile - Le témoignage d'un grand reporter de guerre, Traducido por Maïa Rosenberger, (Edición en francés) Atlande, 2021 ISBN 978-2350307794[14]
- El Mal Inútil, Traducido por Maria Angela Maraschi (Edición en español) Dauro, 2020, ISBN 978-8412286632
- Senseless Evil: The forgotten horrors: A war reporter’s eyewitness accounts from Kosovo to East Timor, from Chiapas to Bali: forgotten wars and massacres, Traducido por Margareth Hart, (Edición en inglés) Casual Palace Publishing House, 2023, ISBN 979-8853352384
- I cannibali di Mao (Oriente estremo/1), Rubbettino, 2019 ISBN 978-8827522660.[15]
- Cristo si è fermato a Shingo (Oriente estremo/2), Rubettino, 2019.[16] ISBN 978-8827522943
- Ombre cinesi sull'Italia, Rubbettino, 2024 ISBN 978-8849878509
- Ai confini del Mondo - Historias de islas lejanas, Il Mulino, 2025 ISBN 978-8815392169
- Ciliegi in fiore a Kyiv - Viaggio sentimentale in un paese in guerra, LEdizioni, se publicará, diciembre 2025